# Елизавета Мейсенская
Елизавета Мейсенская (нем. Elisabeth von Meißen; 22 ноября 1329 — 21 апреля 1375) — дочь маркграфа Мейсена Фридриха II и его супруги Матильды Баварской. Супруга бургграфа Нюрнберга Фридриха V.

## Жизнь
Она родилась в замке Вартбург. 7 сентября 1356 года в возрасте двадцати шести лет Елизавета вышла замуж за Фридриха Нюрнбергского. Свадьба состоялась в Йене. В 1357 году её муж унаследовал титул бургграфа Нюрнберга, и с того времени вплоть до своей смерти в 1375 году, она именовалась бургграфиней Нюрнберга. Она умерла в 1375 году в возрасте 45 лет.

## Дети
У Елизаветы было восемь детей, которые достигли совершеннолетия:
1. Елизавета (1358 — 26 июля 1411), с 1374 года жена короля Германии Рупрехта
2. Беатриса (ок. 1362 — 10 июня 1414), с 1375 года жена герцога Австрии Альбрехта III
3. Анна (ок. 1364 — после 10 мая 1392), монахиня
4. Агнесса  (1366 — 22 мая 1432), жила в монастыре Хофа (1376—1386), с 1386 года жена барона Фридриха Дабера, вернулась в монастырь (1406) и стала аббатисой (1411–1432).
5. Иоганн (ок. 1369 — 11 июня 1420, Plassenburg).
6. Фридрих (1371—1440).
7. Маргарита (ум. 1406), с 1383 года жена ландграфа Гессена Германа II
8. Катарина (ум. 1409), аббатиса в Хофе

Возможно её дочерью была Вероника, жена Барнима VI.